# Fenomeno (filosofia)
Il termine fenomeno, dal greco antico φαινόμενον?, fainòmenon, "che appare", participio sostantivato di φαίνομαι [fàinomai] "mostrarsi, apparire", genericamente in filosofia indica "ciò che appare, che quindi può non corrispondere all'oggettività, e che si manifesta ed è conoscibile tramite i sensi".

## Storia del concetto
Quello succitato è il significato principale adottato da Aristotele che lo intende riferito ai dati empirici, come ad esempio i fenomeni astronomici, e, in senso più ampio, a tutto quello che comunemente viene pensato o detto nell'opinione comune.
Per Platone fenomeno è tutto quello che riguarda il mondo apparente della realtà materiale contrapposto a quello ideale, di verità eterna  e in questo senso anche Aristotele lo usa come predicato in quei giudizi del tipo «un bene apparente» dove si vuole evidenziare la contrapposizione con il vero bene.
Il tema del fenomeno come apparenza ricompare nel pensiero degli scettici che lo contrappongono alla percezione del dato sensibile, inteso invece come evidenza dai dogmatici che concepiscono la "cosa evidente" come il "soggetto esterno" del nostro apparato sensibile. C'è cioè l'io, il soggetto sensibile e il soggetto esterno, la cosa da cui promana il dato sensibile che il soggetto coglie.
All'opposto per gli scettici il fenomeno è qualcosa che interviene sul nostro apparato sensibile senza alcun nostro atto volontario per cui, ad esempio, proviamo caldo o freddo indipendentemente da ciò che vorremmo. È inutile chiedersi se quel fenomeno sia apparente ma piuttosto bisognerà capire se in sé sia come appare: «nessuno verosimilmente contesterà che il soggetto [esterno] appaia così o così, ma su questo farà la ricerca, se sia tale quale appare» 
Con la ripresa dello scetticismo di Hume, il concetto di fenomeno assume connotazioni psicologiche: la percezione della realtà fenomenica infatti secondo Hume va spiegata riportandola alla tendenza associativa della ragione umana che usa accostare "impressioni" in un presunto rapporto di causa-effetto. Da qui la nascita del fenomenismo che ebbe come principali autori John Stuart Mill, Richard Avenarius, Ernst Mach, Bertrand Russell e Rudolf Carnap 
Nell'ambito del fenomenismo è stato annoverato anche Kant che in realtà non considera il fenomeno dal punto di vista psicologico: da lui infatti il termine viene utilizzato in opposizione al termine noumeno. I fenomeni costituiscono il mondo così come appare ai nostri sensi, e non come esso è indipendentemente dalla nostra esperienza di esso (la “cosa in sé”, das Ding an sich). Gli uomini non possono, secondo Kant, conoscere la realtà in sé, ma soltanto attraverso l'esperienza possibile di essa ("la cosa per me", das Ding für mich) attraverso le forme pure a priori spazio e tempo dell'intuizione in grado di dare un carattere di necessità e universalità a fenomeni sempre contingenti.
La opposizione kantiana tra fenomeno e noumeno viene messa da parte da Hegel e dalla fenomenologia di Edmund Husserl. Per ambedue l'oggetto è il suo essere fenomeno ma mentre per Hegel il fenomeno fa parte delle manifestazioni dello Spirito, per Husserl la fenomenologia è la strada per una vera conoscenza. Il discorso fenomenologico è quindi proseguito con altri autori come, Heidegger , Merleau-Ponty e Derrida.